# Stockelsdorf

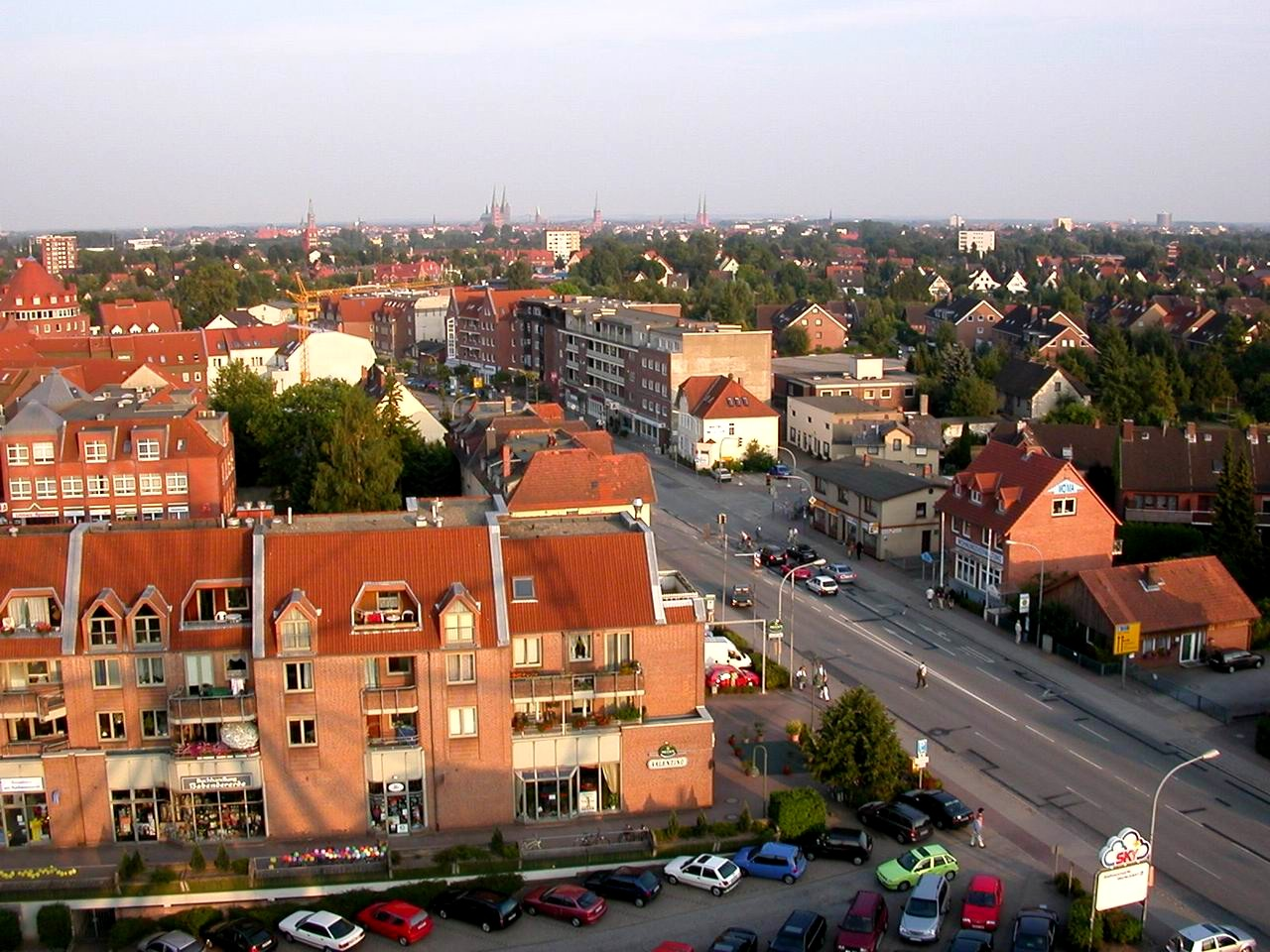
Luftbild von Stockelsdorf, im Hintergrund die Türme der Stadt Lübeck

Stockelsdorf ist eine amtsfreie Gemeinde im Kreis Ostholstein, Schleswig-Holstein. Gemessen an der Einwohnerzahl ist Stockelsdorf nach Henstedt-Ulzburg die zweitgrößte Gemeinde ohne Stadtrechte in Schleswig-Holstein.

## Geografie

### Geografische Lage
Die Gemeinde Stockelsdorf liegt am nordwestlichen Stadtrand von Lübeck. Östlich grenzt sie an Bad Schwartau. Das Gemeindegebiet ist naturräumlich der Haupteinheit Ostholsteinisches Hügel-und Seenland (SO) zugeordnet, einem Teilgebiet des Schleswig-Holsteinischen Hügellandes.

### Gemeindegliederung
Zur Gemeinde gehören neben dem namensgebenden Kernort die Dorfschaften Arfrade, Curau, Dissau, Eckhorst, Horsdorf, Klein Parin, Krumbeck, Malkendorf, Obernwohlde und Pohnsdorf.
| Ortsteil              | Einwohnerzahl |
| --------------------- | ------------- |
| Arfrade               | 394           |
| Curau                 | 554           |
| Dissau                | 575           |
| Eckhorst              | 706           |
| Horsdorf              | 179           |
| Klein Parin           | 155           |
| Krumbeck              | 207           |
| Malkendorf            | 99            |
| Obernwohlde           | 269           |
| Pohnsdorf             | 188           |
| Stockelsdorf          | 13.696        |
| Gemeinde Stockelsdorf | 17.022        |

## Geschichte
In einer am 25. Februar 1320 in Hamburg ausgestellten Urkunde genehmigten gleich drei holsteinische Grafen (Adolph VII. und seine Vettern, die Grafen Gerhard III. (der Große) und Johann III. (der Milde)) den Verkauf der villam stochelstorpe vom Ritter Burchard von Otteshude (Borchardus de Otteshudhe) an den Lübecker Bürger Emelrich Pape (Emelrico dicto Papen). Da hier bereits von einem Dorf die Rede ist (villa), das sich in ritterschaftlichem Besitz befindet, müssen die Ursprünge des Ortes deutlich früher liegen. Im Jahre 1333 erwarb der spätere Lübecker Bürgermeister Bertram Vorrade Stockelsdorf. 1534 wurde ein Holstein betreffender Teilfrieden der Grafenfehde, der Friede von Stockelsdorf, hier vor den Toren der Hansestadt vereinbart.
Im 18. Jahrhundert gewährte Stockelsdorf – nach Moislinger Vorbild – den Juden Niederlassungsrecht. 1799 wurde ein jüdischer Friedhof erwähnt. Die jüdische Schule wurde 1840 von 18 Kindern besucht. Später gelangten weitere Lübecker Adlige in den Besitz des Gutes (v. Brömbsen, v. Höveln, v. Calven, v. Dame), das 1925 von der Witwe des letzten Besitzers (Major Lembcke) aufgelöst wird.
Von 1916 bis 1967 war Stockelsdorf Bahnstation der Lübeck-Segeberger Eisenbahn. Bis 1934 bestand eine Landgemeinde Stockelsdorf aus den Dorfschaften Stockelsdorf mit Berge bzw. Bergermühle und Nienhof oder Mori sowie Groß Steinrade und Eckhorst. Diese vier Dörfer galten spätestens seit Mitte des 15. Jahrhunderts als „Lübsche Güter“, auf deren Feldmarken dann Neubildungen hinzukamen, namentlich Mariental, Ravensbusch und Fackenburg.
Bis zum Groß-Hamburg-Gesetz im Jahre 1937 gehörte Stockelsdorf zum Freistaat Oldenburg (Landesteil Lübeck). Die Ortsteile Dissau, Malkendorf und Krumbek sowie ein halber Anteil von Curau waren bis dahin als Exklaven Teile der Freien und Hansestadt Lübeck.

### Historische Ortsteile

#### Mori

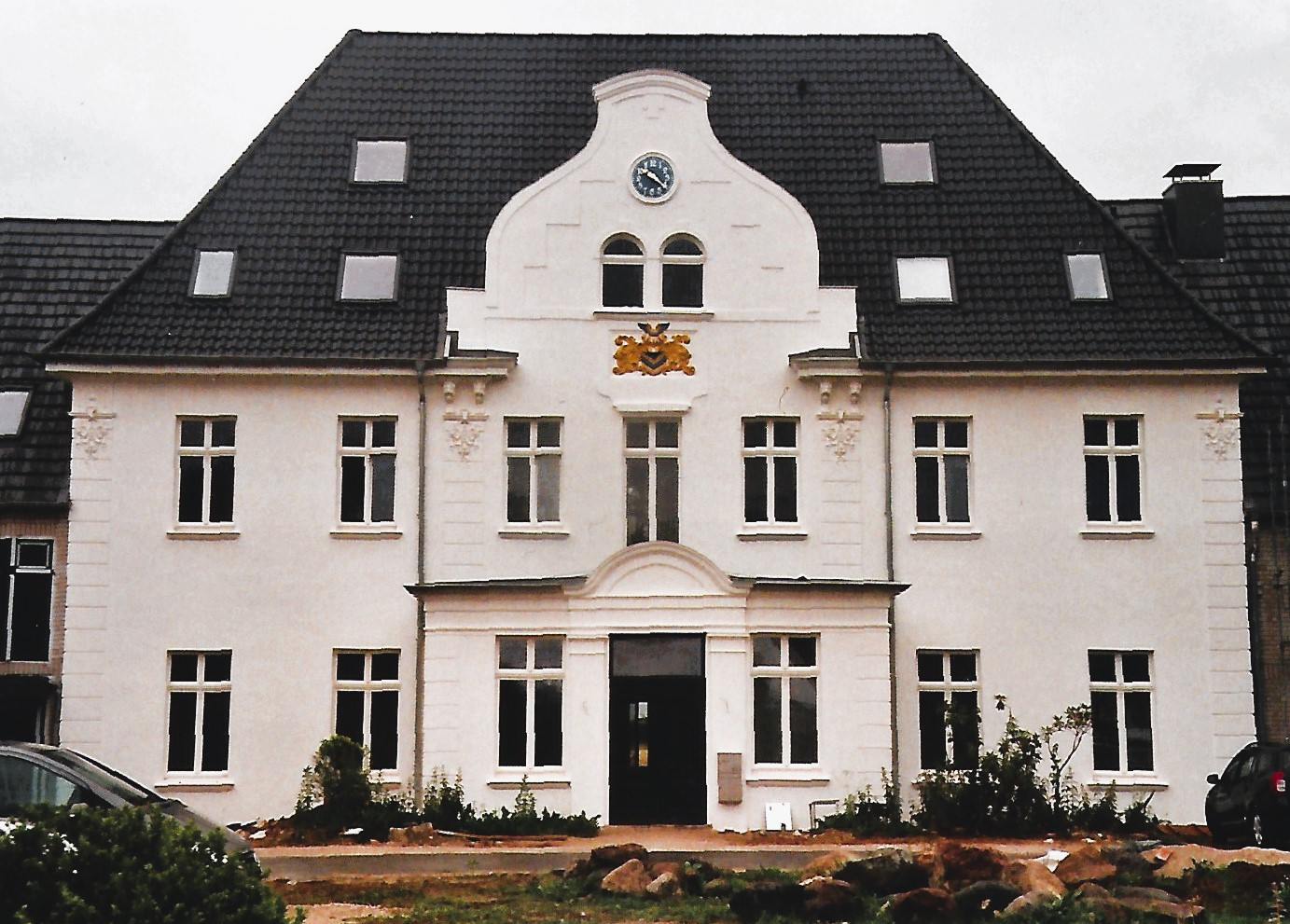
Plessing’sches Gutshaus

Mori ist ein ehemaliges lübsches Gut und wird 1333 erstmals erwähnt. Zunächst als Neuhof (nyger hof); im Jahre 1410 als to der murryen (morrien). Besitzer war Bertram Vorrad – später sein Vetter Tiedemann Vorrad. Als dieser 1385 ohne Erben starb, musste der Hof verkauft werden. Nach langem Erbschaftsstreit erwarb ihn 1410 Wilhelm von Calven. Bis 1528 gehörte Mori als Meierhof zum Gut Stockelsdorf, dann teilten sich van Calvens Enkel die Höfe. 1636 konnte die Familie den Hof nicht mehr halten, nachdem ein Schwager von dort aus Straßenräuberei betrieben hatte und dafür in Lübeck hingerichtet worden war. Der Käufer des heruntergekommenen Hofes, der Lübecker Ratsherr Adrian Müller, ließ ein neues Herrenhaus im Stil der Renaissance mit Bergfried als Schutz der Dorfbewohner im Dreißigjährigen Krieg errichten. Dessen Sohn ließ eine Kapelle bauen, die bis 1821 bestand. Später gehörte das Gut u. a. Anton von Lüneburg. Nach mehreren weiteren Besitzerwechseln gelangte Mori in das Eigentum der Plessings. Der kgl. bayr. Konsul in Lübeck, Carl Theodor Plessing, ließ das alte Herrenhaus ab 1900 wieder bewohnbar machen und bewirtschaftete das Gut bis zum Kriege. Nach dem Krieg übergab er es seinem Sohn und zog in die Hansestadt. Das bereits im 19. Jahrhundert parzellierte Gut wurde 1934 aufgelöst und gelangte in den Besitz des Landes Schleswig-Holstein. Mori wurde ab den 1950er Jahren als Seniorenwohnheim genutzt (Morierhof). Das Grundstück mit dem Herrenhaus liegt heute (nach der Gebietsreform von 1970) wenige Meter außerhalb der Stockelsdorfer Gemeindegrenze und gehört zum Lübecker Stadtteil Groß Steinrade.
Das Gutshaus wurde 2014 durchgreifend saniert. Alle historischen Bemalungen der Decken wurden freigelegt und restauriert. Die Geschosse wurden nach heutigen Anforderungen an Schall- und Brandschutz denkmalgerecht ertüchtigt. Das Gebäude wird – wie das Gesamtensemble – als Wohnprojekt gemeinschaftlich geführt.

#### Fackenburg
Fackenburg ist die Gegend zwischen Segeberger und Morier Straße. 1751 erhielt der Verwalter von Mori, Philibert Fack, vom Gutsbesitzer von Albedyll etwas Land sowie Brau- und Brennereirechte. Man versprach sich wegen der unmittelbaren Lage an der Lübecker Stadtgrenze, die durch den Fackenburger Landgraben markiert ist, gute Umsätze. Das Anwesen wurde schon bald (Genitiv und etwas französelnd) Facken(s) Bourg genannt. Es entwickelte sich zu einem betriebsamen Handelsplatz, an dem nicht nur Bier, sondern auch Waren aller Art angeboten wurden. Von den Lübeckern wurde Fackenburg wegen der günstigen Preise gern genutzt, da hier die strengen Zunftbestimmungen, wie sie innerhalb der Lübecker Stadtmauern herrschten, nicht galten. Die Fackenburger Allee im Anschluss an die Krempelsdorfer Allee erinnert noch heute an diese Zeiten.

#### Ravensbusch
Ravensbusch ist eine zum Gut Mori gehörige Wohnhaussiedlung. Es bestand zunächst nur aus einzelnen Katen, später kamen auch Mehrfamilienhäuser hinzu. Ravensbusch wurde schon früh Standort einer Schule (s. Schulweg). Das heutige Schulgebäude stammt aus dem Jahr 1907.

#### Mariental
Dieser Siedlungskern geht vermutlich zurück auf Maria Catharina von Lübbers, Ehefrau des Georg Nicolaus von Lübbers, der 1761 das Gut Stockelsdorf erwarb.
Lübbers gilt als Gründer und großer Förderer der Fayencen-Herstellung in Stockelsdorf (s. oben).

##### Holzkamp
Der Hof Holzkamp gehörte als Pertinenz zum Gut Mori. Er war Stapelplatz für das nach Lübeck bestimmte Brennholz. Holzkamp hat eine besondere Bedeutung in der Geschichte der Mennoniten in Schleswig-Holstein. Geerlinck Roosen pachtete Holzkamp 1566 vom damaligen Gutsherrn auf Mori, Thomas von Calven. Neben Landwirtschaft betrieb er hier Pulvermacherei. Die Familie Roosen blieb über 100 Jahre auf Holzkamp. In Altona (siehe Gerrit Roosen) spielte sie eine große Rolle im Handel und in der mennonitischen Gemeinde.
Heute ist Holzkamp Teil des Mischgebiets Brandenbrook/Holzkamp. Hier sind Gewerbeflächen und Wohnbebauung entstanden.

#### Krumbeck
Der Krumbecker Hof (180 ha), 1937 nach Stockelsdorf eingemeindet, gehört seit über 600 Jahren der Stiftung Heiligen-Geist-Hospital in Lübeck. Im Jahre 1986 beschloss die Lübecker Bürgerschaft, dass die Güter der Stiftung nur noch nach den Grundsätzen des ökologischen Landbaus bewirtschaftet werden sollen. Auf dem Krumbecker Hof geschieht dies nach den Demeter-Richtlinien seit 2004. Zum Hof gehört eine denkmalgeschützte Durchfahrtscheune, die heute als Kulturscheune genutzt wird.

## Politik

### Gemeindevertretung
Die Gemeindewahl am 14. Mai 2023 führte zu folgendem Ergebnis:
| Gemeindewahl Stockelsdorf 2023 %403020100 39,7 %21,8 %15,8 %10,2 %8,1 %4,3 % CDUSPDGrüneUWGFDPBfB-SHfAnmerkungen:f Bündnis für Bürger Schleswig-Holstein | Sitzverteilung seit 2023 in StockelsdorfInsgesamt 33 Sitze - SPD: 7 - Grüne: 5 - UWG: 3 - FDP: 3 - CDU: 14 - BfB SH: 1 |

Bürgermeisterin ist seit 2018 Julia Samtleben. Die Wiederwahl im Februar 2024 gewann sie mit 59,44 Prozent der abgegebenen Stimmen.

### Wappen
Blasonierung: „In Blau ein Bündel von drei goldenen, mit der Spitze nach oben gerichteten Pfeilen, überhöht von drei goldenen sechsstrahligen Sternen.“

### Partnerstädte
- Le Portel, Département Pas-de-Calais, Frankreich
- Okonek, Woiwodschaft Großpolen, Polen

Die Kirchengemeinde pflegt Partnerschaften mit Tansania und Rumänien.

## Kultur und Sehenswürdigkeiten

### Kulturdenkmale
Es gibt im Zentralort zwei denkmalgeschützte Gebäude: die Stockelsdorfer Kirche von 1903 und das Herrenhaus Stockelsdorf von 1761, das kürzlich renoviert wurde und heute den Bürgersaal beherbergt. Zusätzlich wird derzeit wieder versucht, hier einen Restaurationsbetrieb zu etablieren, nachdem ein erster Versuch im Jahr 2005 gescheitert war. Die 1839 erbaute Zollscheune am Landgraben, der die lübsche Grenze darstellte, ist 1968 dem Ausbau der Bundesstraße 206 nach Bad Segeberg zum Opfer gefallen.

### Kirchen

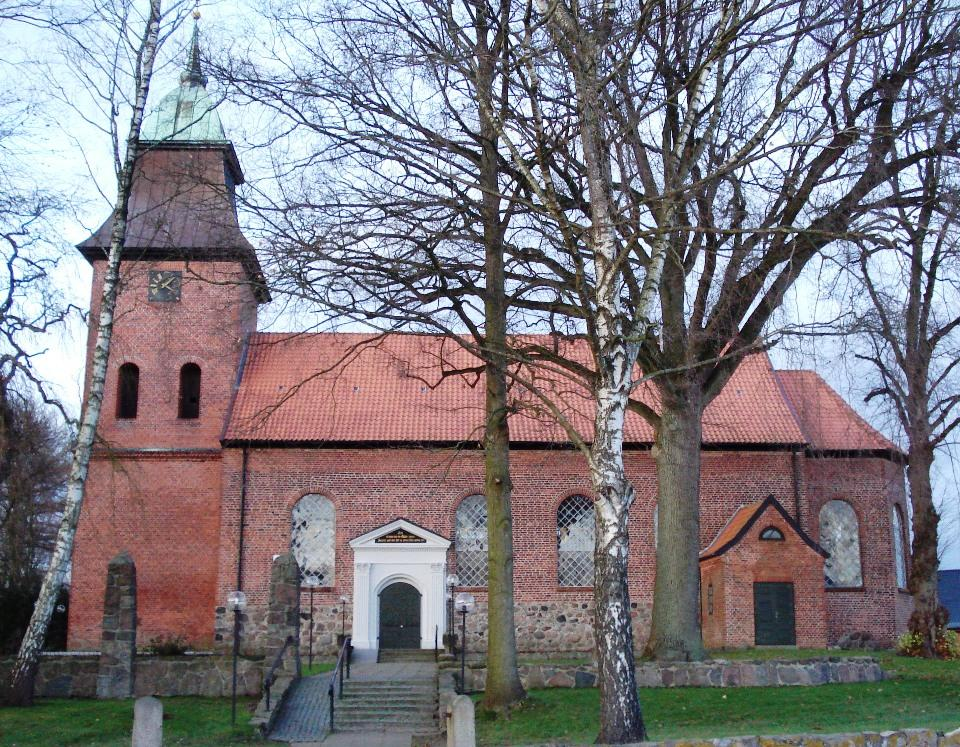
Die Curauer Kirche in Curau

Bis zum Anfang des 20. Jahrhunderts gehörte Stockelsdorf zum Kirchspiel Rensefeld.
Seit 1969 gibt es in Stockelsdorf zwei ev.-luth. Kirchengemeinden:
- Stockelsdorf I
- Stockelsdorf II (Stockelsdorf-Mori mit Mori, Eckhorst, Gr. Steinrade, Bohnrade und Bargerbrück)

Sie nutzen gemeinsam die Stockelsdorfer Kirche.
- Daneben gibt es im Ortsteil Curau die Curauer Kirche.

### Bestattungen
In Stockelsdorf fand eine der ersten Reerdigungen als neuartige Beisetzungsform im norddeutschen Raum statt.

### Sport
Der Allgemeine Turn- und Sportverein (ATSV) Stockelsdorf von 1894 e. V. bietet verschiedene Sportarten an. Dazu gehören Fußball, Handball, Bogenschießen, Tennis, Gymnastik, Geräteturnen, Volleyball, Badminton und Leistungsturnen.

### Stockelsdorfer Fayencen
Auf dem Gutsgelände des Herrenhauses Stockelsdorf wurde vom Gutsbesitzer Georg Nicolaus Lübbers im Jahr 1772 eine Fayencen-Manufaktur gegründet. Direktor wurde der sehr erfahrene Johann Georg Buchwald, der bereits vorher in Eckernförde (1765) und Kiel (1768) ähnliche Fabriken geleitet hatte. Die qualitätsvollen Arbeiten der Stockelsdorfer Fayencemanufaktur sind teilweise heute noch erhalten und im St.-Annen-Kloster wie im Behnhaus in Lübeck ausgestellt, unter anderem ein Ofen.
Wegen des großen Widerstandes der Lübecker Töpfer und der einsetzenden Einfuhr von billigem englischem Steingut musste die Manufaktur bereits 1786 wieder geschlossen werden. Direktor Buchwald wurde kurz darauf in Bad Schwartau ansässig und begann eine Produktion von Tonwaren auf eigene Kosten, die jedoch nicht sehr erfolgreich war.

## Bildergalerie

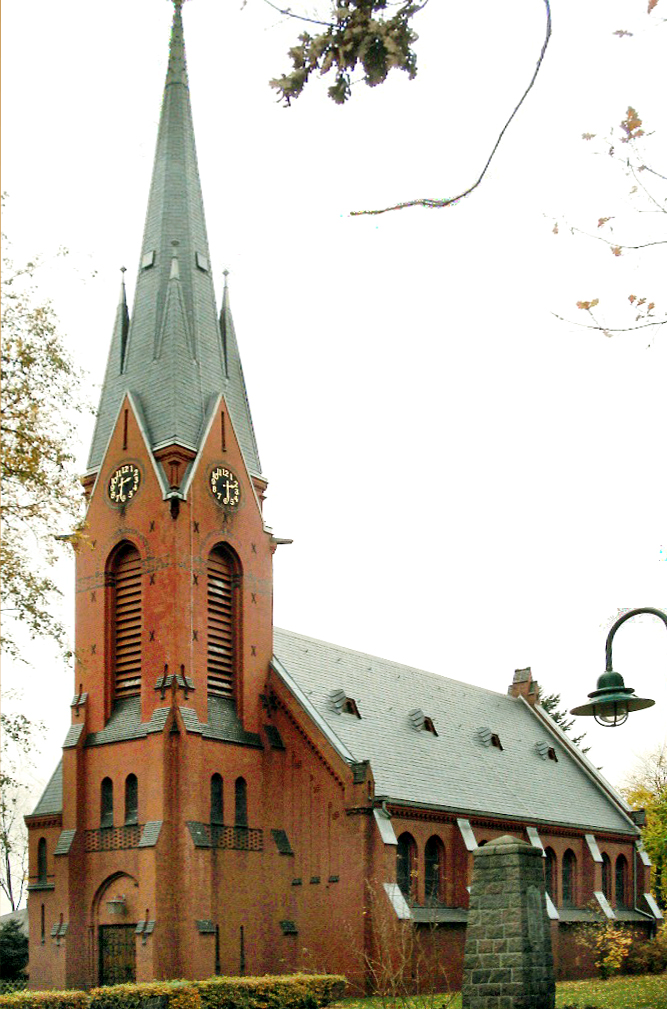
Kirche
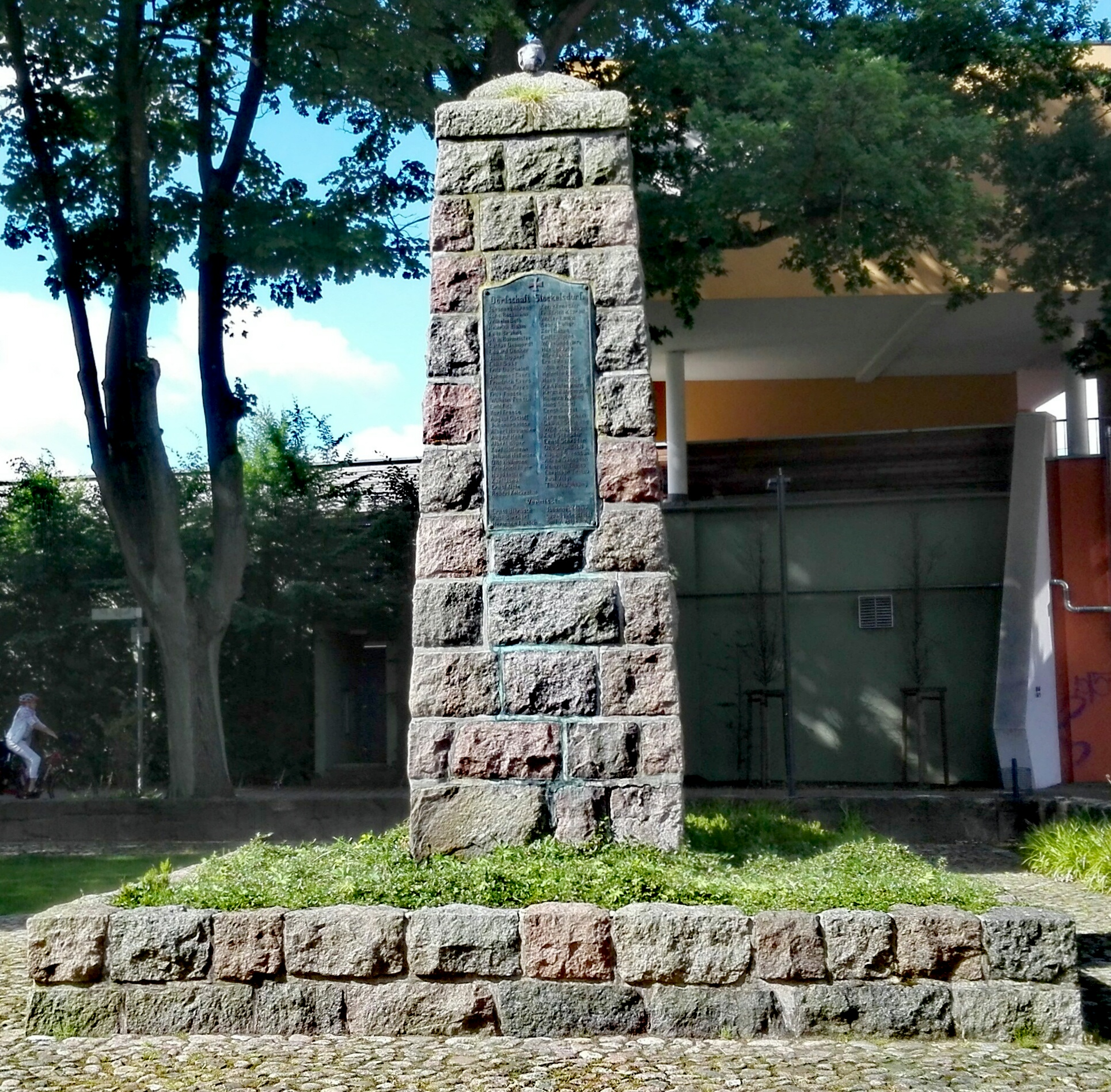
Kriegerehrenmal
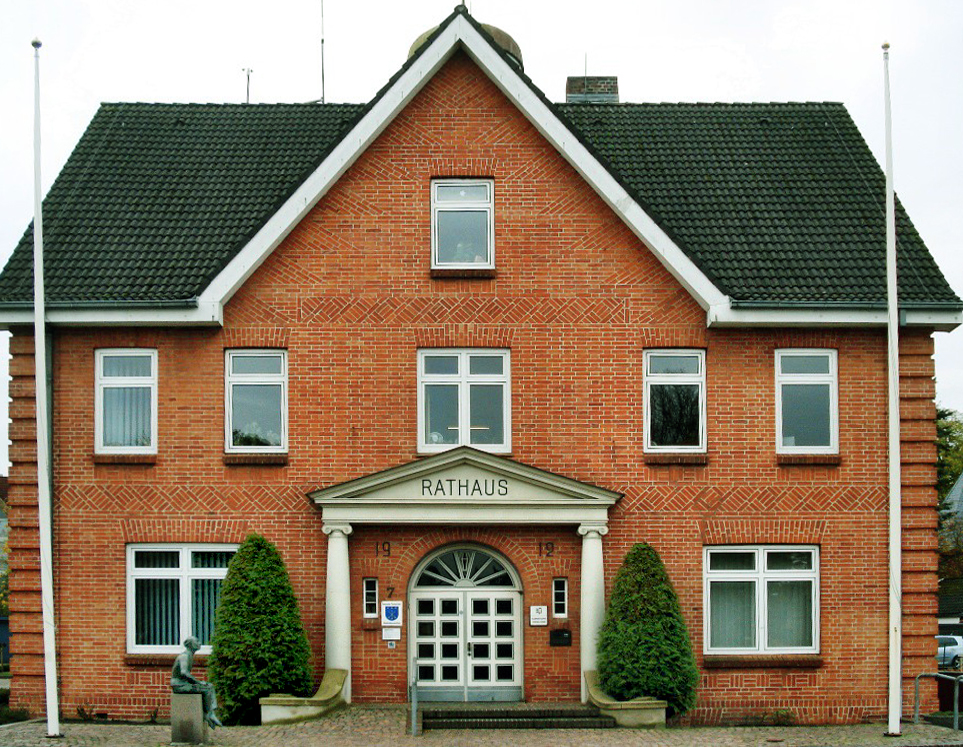
Rathaus
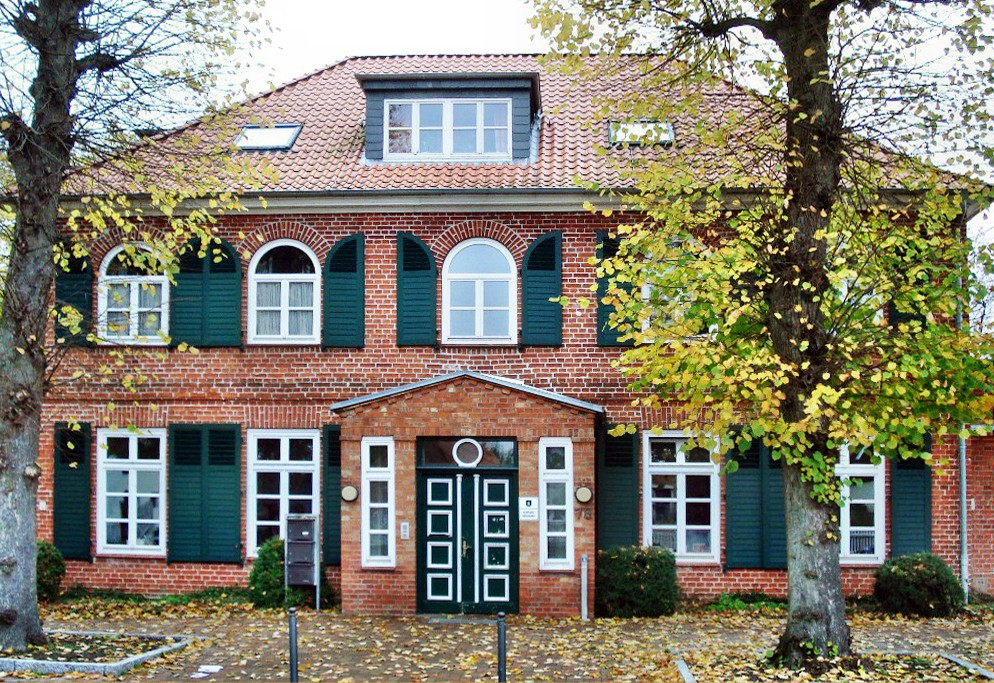
„Villa Jebsen“
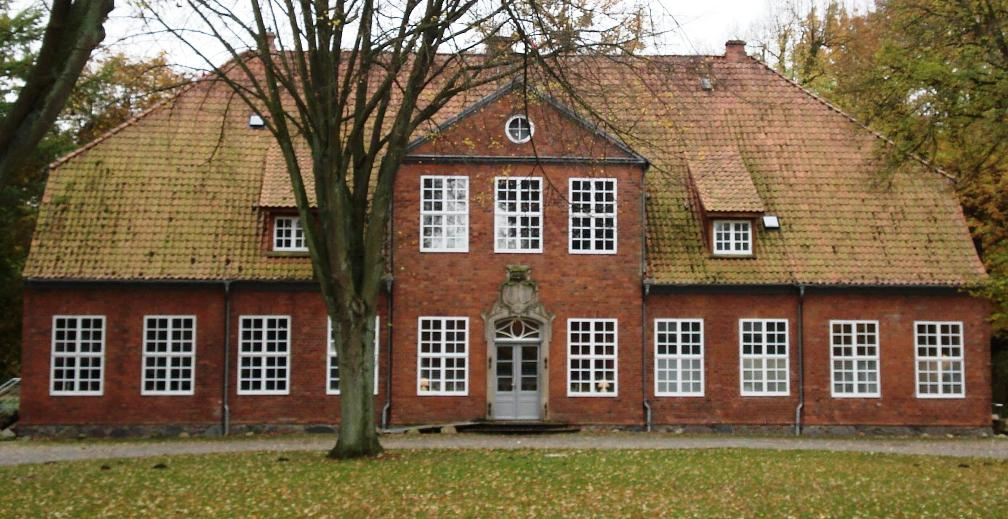
Herrenhaus

## Wirtschaft und Infrastruktur
Stockelsdorf ist eine Großgemeinde mit zehn Außendörfern und insgesamt über 16.000 Einwohnern. Die Gemeinde hat zwei evangelisch-lutherische Kirchen: eine im Zentralort Stockelsdorf und eine in Curau. Stockelsdorf ist durch Stadtbuslinien der Stadtwerke Lübeck angebunden. In zwei Industriegebieten werden diverse Gewerbe betrieben. Auch eine der größten Diskotheken Schleswig-Holsteins (der „MegaParc“ Lübeck, ehemals namentlich bekannt unter Atrium Lübeck und Abaco) war dort angesiedelt. Der Ausbau der Bundesautobahn 20 vom Kreuz Lübeck in Richtung Bad Segeberg ist erfolgt, die Anschlussstelle Geschendorf westlich von Stockelsdorf wurde am 28. Juli 2009 dem Verkehr übergeben.

### Schulen
- Grundschulen
  - Grundschule Ravensbusch, Segeberger Straße (eröffnet 1907), 236 Schüler in 11 Klassen
  - Gerhart-Hauptmann-Grundschule, Breslauer Straße (eröffnet 1969), 255 Schüler in 9 Klassen
  - Erich-Kästner-Grundschule, Dorfstraße (eröffnet 1991), 181 Schüler in 8 Klassen
- Gemeinschaftsschule
  - Gerhard Hilgendorf Gemeinschaftsschule Stockelsdorf, Rensefelder Weg, (ehemals Realschule Stockelsdorf (eröffnet 1976)), 565 Schüler in 23 Klassen

Schülerzahlen aus dem Schuljahr 2024.

### Verkehr
Stockelsdorf liegt nördlich von Lübeck und an der Landesstraße 332 (ehemals Bundesstraße 206). Von Stockelsdorf führen Stadtbuslinien der Stadtwerke Lübeck nach Lübeck und Bad Schwartau, außerdem wird Stockelsdorf von Regionalbuslinien der Autokraft bedient.

### Telekommunikation
- 158 Meter hoher Fernmeldeturm der Deutschen Telekom AG 53° 54′ 25″ N, 10° 38′ 31″ O. Der Turm dient auch zur Abstrahlung von Fernsehprogrammen im DVBT-Modus.

## Personen

### In Stockelsdorf geboren
- Fritz Scheel (1852–1907), Dirigent
- Franz Stapelfeldt (1877–1954), Schiffbauer, Vorstand Weser AG, Wehrwirtschaftsführer (NSDAP)
- Karl Fick (1881–1945), Politiker, Landtagsabgeordneter (SPD)
- Herbert Kühn (1910–1976), Bildhauer
- Erika Böhm-Vitense (1923–2017), im Ortsteil Curau geborene deutsch-US-amerikanische Astronomin
- Ernst Joachim Völker (1934–2021), Akustiker, Bauphysiker und Hochschullehrer
- Ulrich Meyenborg (1940–2023), Politiker (SPD)

### Mit Stockelsdorf verbunden
- Philip Schlaffer (* 1978), Neonazi- und Rocker-Aussteiger sowie verurteilter Straftäter, wuchs in Stockelsdorf auf
- Sven-Sören Christophersen (* 1985), Handballnationalspieler, spielte als Kind und Jugendlicher beim ATSV Stockelsdorf.

## Sonstiges
Der in Lübeck geborene Autor und Rückwärtssprecher Bernhard Wolff entdeckte sein Talent zum kreativen Umgang mit Sprache als Zehnjähriger am Ortsschild von Stockelsdorf, das für ihn rückwärts gelesen als frodslekcots viel interessanter klang.